# Matt Haviland
Matt Haviland (* 17. Juni 1961 in Des Moines) ist ein US-amerikanischer Musiker (Posaune, Komposition) des Modern Jazz.

## Leben und Wirken
Haviland wuchs in Summit, New Jersey, mit drei älteren Geschwistern auf. Nachdem er zunächst mit dem Baritonhorn zu spielen angefangen hatte, wechselte er in der Mittelschule zur Posaune, um sich der Jazzband der Schule anzuschließen. Im Alter von 15 Jahren erhielt er seine erste Jazzposaunen-Aufnahme, The Golden Horn of Jack Teagarden, als Geschenk. Weitere frühe Einflüsse waren die Musik von Jimmy Knepper, Count Basie, Al Gray und J. J. Johnson. 1979 besuchte Haviland das Berklee College of Music in Boston und studierte Jazz-Komposition und -Arrangement sowie Performance. Zu den Lehrern gehörten Herb Pomeroy, Ken Pullig und Phil Wilson.
Ab 1983 arbeitete  Haviland  in der New Yorker Jazzszene mit Illinois Jacquet (mit dem auch erste Aufnahmen entstanden), dem Vanguard Jazz Orchestra, Blood, Sweat & Tears, der Mingus Big Band, Eumir Deodato und Lionel Hampton, in späteren Jahren auch mit Diane Mosers Composers Big Band, Frank London, Steven Bernstein, der Levon Helm Band, dem Westchester Jazz Orchestra und in verschiedenen Broadway-Shows (Swing, Drowsy Chaperone, Color Purple, South Pacific, Priscilla). Außerdem betätigte er sich als Komponist und Arrangeur. 2006 legte er unter eigenem Namen das Album Beyond Good & Evil (Connotation Records) vor.
Haviland lebte lange Jahre in Nyack, New York, wo er sich als Performer, Vorstandsmitglied der Rockland County Jazz- und Blues-Society und Co-Kurator der Veranstaltungsreihe Jazz at Riverspace Arts betätigte. Inzwischen lebt und arbeitet er in New York City. Dort tritt er auch mit seinem Quartett auf, dem Dave Kikoski (Piano), Ugonna Okegwo (Bass) und Winard Harper (Schlagzeug) angehören. Im Bereich des Jazz war er laut Tom Lord zwischen 1987 und 2018 an 13 Aufnahmesessions beteiligt, u. a. auch mit Charli Persip, Jackie Cain & Roy Kral, dem Pete McGuinness Jazz Orchestra, Scott Reeves Jazz Orchestra, der Bill Warfield Big Band und The New York Jazz Repertory Ensemble. 2020 legte er das AlbumSomething to Say vor, an dem u. a. Vincent Herring, David Kikoski, Ugonna Okegwo und Johnathan Blake mitgewirkt hatten; 2023 folgte das Album Inside the Song, eingespielt mit Mike Holober, Cameron Brown und Tony Jefferson.